# Rainer Herbst
Rainer Herbst (* 2. Juni 1945 in Sankt Andreasberg) ist ein deutscher Künstler in den Bereichen Malerei, Druck, Grafik, Zeichnung, Plastik, Skulptur und Objekt. Er lebt seit 1954 in Köln. Besonders kennzeichnend für das künstlerische Werk sind seine Materialbilder.

## Leben
Rainer Herbst studiert von 1963 bis 1970 an den Kölner Werkschulen bei den Professoren Friedrich Vordemberge und Karl Marx. Im Jahr 1967 wird er Meisterschüler von Friedrich Vordemberge. Seit 1965 ist er in Ausstellungen vertreten. Herbst lebt seit 1970 als freier Künstler in Köln.

## Werk
Aus verschiedenen Objets trouvée zusammengesetzte Materialbilder charakterisieren sein Werk. Herbst möchte mit seinen Collagen, in die er Gegenstände aus Metall, Korbgeflecht, Holz und andere Stoffe einarbeitet, den Dingen einen neuen Sinn bzw. einen Symbolgehalt geben.

## Ausstellungen (Auswahl)
- 1965: Technische Hochschule Aachen
- 1966: Winterausstellung Kunstpalast Ehrenhof, Düsseldorf
- 1967: Jahresausstellung Kölner Künstler, Kunstverein Köln
- 1968: Jahresausstellung Kölner Künstler, Kunstverein Köln
- 1969: Winterausstellung Kunstpalast Ehrenhof, Düsseldorf
- 1984: Große Kunstausstellung Düsseldorf, Kunstpalast Ehrenhof
- 1985: KölnKunst, Kunsthalle Köln
- 1986: Große Kunstausstellung NRW, Kunstpalast Ehrenhof, Düsseldorf
- 1987: Rhein-Kunst-Triennale, Frechen
- 1987: Einzelausstellung Rainer Herbst – Ölbilder Materialbilder Plastiken Grafik – Arbeiten 1963 – 1987, BBK Berufsverband Bildender Künstler, Hahnentorburg, Köln.
- 1988: Lotte Seoul, Cheon-Sik Art Gallery, Seoul/Korea
- 1991: JAE Ju Literary and Art Hall, Seoul/Korea
- 1991: Seoul Metropolitan Museum of Art, Seoul, Korea
- 1998: Kölnkunst 5, Kunsthalle Köln
- 2009: Einzelausstellung Rainer Herbst – Arbeiten mit verschiedenen Materialien – eine Auswahl aus 45 Jahren. Galerie Smend, Köln
- 2014: Einzelausstellung Rainer Herbst – Öl- und Materialbilder – Ausstellungsreihe „Meisterschüler der Kölner Werkschulen“, KulturRaum, Köln[1]
- 2015: Einzelausstellung KunsthausGalerie im Kunsthaus 19/21, Pforzheim[2]